# Castifao
Castifao (korziško Castifau) je naselje in občina v francoskem departmaju Haute-Corse regije - otoka Korzika. Leta 2009 je naselje imelo 156 prebivalcev.

## Geografija
Kraj leži v severno-osrednjem delu otoka Korzike, 59 km jugozahodno od središča Bastie.

## Uprava
Občina Castifao skupaj s sosednjimi občinami Asco, Bisinchi, Castello-di-Rostino, Castineta, Gavignano, Moltifao, Morosaglia, Saliceto in Valle-di-Rostino sestavlja kanton Castifao-Morosaglia s sedežem v Morosaglii. Kanton je sestavni del okrožja Corte.

## Zanimivosti
- cerkev sv. Nikolaja iz 12. stoletja.
- nekdanji samostan Caccia iz začetka 16. stoletja,
- mostova na reki Tartagine iz časa Genovske republike,
- ruševine stolpa Tour Paganosa.